# Stefano Gervasoni
Stefano Gervasoni (* 26. Juli 1962 in Bergamo) ist ein italienischer Komponist.

## Leben und Wirken
Sein Studium der Komposition bei Luca Lombardi, Niccolò Castiglioni und Azio Corghi am Conservatorio Giuseppe Verdi in Mailand schloss er 1989 ab. Begegnungen mit Luigi Nono und Helmut Lachenmann haben ihn in seinem weiteren Schaffen stark geprägt. 1992 und 1993 studierte er auf Einladung des IRCAM elektroakustische Musik und musikalische Informatik in Paris. 1995 und 1996 benannte ihn die Villa Medici in Rom als Composer in Residence. 2006 lebte und arbeitete Gervasoni als Stipendiat des DAAD in Berlin. Seit 2007 ist er – als Nachfolger von Emmanuel Nunes – Professor für Komposition am Pariser Konservatorium (CNSMDP).